# Achille Tocip
Achille Grigny eigentlich Achille Claude Marie Tocip (* 7. April 1766 in Paris; † 10. Februar 1806 bei Gaeta) war ein französischer General der Infanterie. Spätestens ab seinem Eintritt in die Armee bestand er auf dem Namen Grigny.

## Leben
Über sein ziviles Leben ist nur sehr wenig und recht Widersprüchliches bekannt. Er war der Sohn von Jacques Tocip und dessen Ehefrau Marie Jourdan. Obwohl seine Eltern die Revolutionäre unterstützten, soll der Wohlfahrtsausschuss als angebliche Vertreter des Adels deren Hinrichtung befohlen haben.
Tocip lebte zeitweilig bei einem Onkel, mit dem er die Bewunderung für Napoleon Bonaparte teilte. Mit 25 Jahren bekam Tocip 1791 eine Anstellung als Sekretär bei Comte de Rochambeau, Marschall von Frankreich. Im selben Jahr berief man Picot de Dampierre zum Aide-de-camp von De Rochambeau. In diesen Jahren signiert Tocip bereits gelegentlich Schriftstücke mit Grigny.
Im Juni 1792 schloss sich Tocip einem Kavallerieregiment an und erhielt den Rang eines sous-lieutenant. Ab dieser Zeit nannte er sich endgültig Grigny und verlangte dies auch von allen anderen. Vier Wochen später wechselte er zur Armée du Rhin in den Stab von Nikolaus von Luckner. Er konnte sich bewähren und nach weiteren Beförderungen kam Tocip in den Stab von General François-Christophe Kellermann.
Bei der Kanonade von Valmy im September 1792 konnte sich Grigny wiederum auszeichnen und wechselte im September des darauffolgenden Jahres im Rang eines Stabschef zu General Balthasar von Schauenburg in die Armée de la Moselle. Kaum acht Wochen später konnte Grigny in gleicher Funktion zu General Lazare Hoche.
Im Januar 1794 wurde Grigny zum general de brigade befördert. Während der Terrorherrschaft erwuchsen ihm Probleme mit dem Wohlfahrtsausschuss (namentlich mit Maximilien Robespierre). Auch sein Verhältnis zu den Thermidorianern war getrübt, bis er in General Jean-Baptiste Kléber einen Fürsprecher fand. Diesen unterstützte er dann auch im darauffolgenden Jahr bei der Niederschlagung des Aufstandes der Vendée.
Anfang 1796 war neben anderen auch Grigny unter Befehl von General Lazare Hoche dabei, eine Invasion in Irland vorzubereiten um die Society of United Irishmen bei ihrem Kampf um Unabhängigkeit zu unterstützen. Die Invasion scheiterte und die folgenden fünf Jahre stagnierte Grignys Karriere. 1801 wurde er mit Halbsold in den vorläufigen Ruhestand geschickt. Bei seinem Abschied bekam er im Auftrag Napoleons seiner Tapferkeit wegen einen Prunksäbel (→Ehrenwaffe) überreicht.
Anlässlich Napoleons Kaiserkrönung wurde Grigny reaktiviert. Im Generalsrang kam Grigny 1805 zur Italienarmee. Als 1806 Napoleon eine weitere Invasion nach Italien begann, kämpfte Grigny unter General André Masséna. Bei der Belagerung von Gaeta im Februar 1806 wurde Grigny getötet und in einem Massengrab beerdigt.

## Ehrungen
- 1801 Ehrenwaffe
- 1804 Kommandeur der Ehrenlegion
- Sein Name befindet sich am südlichen Pfeiler (28. Spalte) des Triumphbogens am Place Charles de Gaulle in Paris.